# Catastrophe ferroviaire de Firozabad
La catastrophe ferroviaire de Firozabad est survenue le 20 août 1995 près de Firozabad sur la section Delhi-Kanpur de la Northern Railway zone (en) de l'Inde, à 2 h 55 lorsqu'un train de voyageurs est entré en collision avec un train qui s'était arrêté après avoir heurté une antilope nilgaut, tuant 358 personnes (bien que certaines sources estiment les décès à plus de 400). L'accident s'est produit dans l'État indien de l'Uttar Pradesh ; les deux trains étaient à destination de la capitale indienne, New Delhi. Le premier train, le "Kalindi Express (en)" de Kanpur a heurté une antilope mais n'a pas pu continuer car ses freins ont été endommagés. Il a ensuite été heurté par derrière à une vitesse de 70 km/h par le Purushottam Express (en) de Puri. Trois voitures du Kalindi express ont été détruites, le moteur et les deux voitures avant du train de Puri ont déraillé. La plupart des 2200 passagers à bord des deux trains étaient endormis au moment de l'accident.